# IPod classic

iPod шестого поколения

iPod Classic (продаётся как «iPod classic», раньше был известен под именем iPod) — портативный медиаплеер, созданный Apple, Inc. К сегодняшнему дню появилось шесть поколений iPod Classic, а также один спин-офф (iPod Photo) который постепенно воссоединился с линией Classic. Все поколения используют 2,8-дюймовый экран. Текущее поколение на сегодняшний день является самым ёмким iPod со 160 ГБ дискового пространства.
Ретроним «Classic» появился вместе с шестым поколением iPod Classic 5 сентября 2007; до этого iPod Classic назывался просто iPod.

## Техническая информация

### Пользовательский интерфейс

Фирменный Click Wheel от iPod

Модели iPod с цветными дисплеями используют сглаженную графику и текст с «едущей» анимацией. У всех iPod есть пять кнопок, а у поздних поколений (4-е и после) кнопки встроены в Click Wheel — дизайн, который даёт им чистый, минималистический интерфейс. Кнопки называются:
- Меню: чтобы возвращаться на предыдущие меню, переключать подсветку на старших iPod, и выходить в главное меню на новых
- Центральная кнопка: чтобы выбрать объект меню
- Воспроизвести / Пауза: работает также как переключатель Вкл./Выкл., когда удерживается
- След. песня / Перемотка вперёд
- Пред. песня (а также к началу песни) / Перемотка назад

### ОС и прошивка
Операционная система iPod находится на специально отведённом месте на жёстком диске. Дополнительный NOR flash ROM чип (1 Мегабайт или 512 Килобайт) содержит программу загрузчика, которая говорит устройству загрузить ОС из этого места. Каждый iPod также имеет 32 МБ ОЗУ, несмотря на то, что 60 и 80 ГБ модели пятого поколения и модели шестого поколения имеют 64 МБ. Часть ОЗУ используется, чтобы держать iPod OS загруженной из прошивки, но большинство ОЗУ служит для кэша песен из жёсткого диска. Например, iPod может крутить свой жёсткий диск один раз и за это время скопировать 30 МБ следующих песен в ОЗУ, сохраняя этим заряд батареи, не заставляя жёсткий диск крутиться во время каждой песни. Rockbox и iPodLinux предлагают open-source альтернативы стандартной прошивке и ОС, соответственно. На данный момент для шестого поколения iPod доступна только альфа-версия прошивки Rockbox, которая использует emBios и iLoader для обхода защиты и загрузки альтернативной ОС.

### Дополнительные возможности
В марте 2002 г. Apple добавили ограниченную функциональность от КПК: текстовые файлы могут быть показаны, в то время как контакты и расписания можно просмотреть и сихронизировать с компьютером. Доступны несколько встроенных в iPod игр, среди них «Brick» (клон Breakout), «Parachute», «Solitaire» и Music Quiz. Обновление прошивки, выпущенное в сентябре 2006-го, добавило некоторые дополнительные возможности пятому поколению iPod включая настраиваемую яркость экрана, непрерывное воспроизведение и скачиваемые игры (ранее были доступны в iTunes Store).
| Поколение                          | Изображение | Вместимость | Цвета                                                                                             | Соединение                                              | Дата выпуска        | Минимальная ОС для синхр.    | Заявл. время действия аккумулятора (в часах) |
| ---------------------------------- | --- | --- | ------------------------------------------------------------------------------------------------- | ------------------------------------------------------- | ------------------- | ---------------------------- | -------------------------------------------- |
| первое                             | iPod первого поколения | 5 ГБ | Белый                                                                                             | FireWire                                                | 23 октября 2001 г.  | Mac: 9.2.1, 10.1             | аудио: 10                                    |
| первое                             | iPod первого поколения | 10 ГБ | Белый                                                                                             | FireWire                                                | 21 марта 2002 г.    | Mac: 9.2.1, 10.1             | аудио: 10                                    |
| первое                             | iPod первого поколения | Первая модель с механическим колесом прокрутки. 10-гигабайтная модель выпущена позже. Не совместим с Windows.                                                               |                                                                                                   |                                                         |                     |                              |                                              |
| первое (1-е обновление)            | iPod первого поколения | 5 ГБ | Белый                                                                                             | FireWire                                                | 17 июля 2002 г.     | Mac: 9.2.2, 10.1.4 Win: 2000 | аудио: 10                                    |
| первое (1-е обновление)            | iPod первого поколения | Механическое колесо прокрутки. Windows-совместим. Windows совместимость через Musicmatch Jukebox.                                                                           |                                                                                                   |                                                         |                     |                              |                                              |
| второе                             | | 10 ГБ | Белый                                                                                             | FireWire                                                | 17 июля 2002 г.     | Mac: 9.2.2, 10.1.4 Win: 2000 | аудио: 10                                    |
| второе                             | 20 ГБ | | Белый                                                                                             | FireWire                                                | 17 июля 2002 г.     | Mac: 9.2.2, 10.1.4 Win: 2000 | аудио: 10                                    |
| второе                             | Сенсорное колесо прокрутки. Порт FireWire получил крышку. Переключатель в Hold — режим изменился. Windows-совместим. Windows совместимость через Musicmatch Jukebox. | |                                                                                                   |                                                         |                     |                              |                                              |
| третье                             | iPod третьего поколения | 10 ГБ | Белый                                                                                             | FireWire (USB только для передачи данных — без зарядки) | 28 апреля 2003 г.   | Mac: 10.1.5 Win: 2000        | аудио: 8                                     |
| третье                             | iPod третьего поколения | 15 ГБ | Белый                                                                                             | FireWire (USB только для передачи данных — без зарядки) | 28 апреля 2003 г.   | Mac: 10.1.5 Win: 2000        | аудио: 8                                     |
| третье                             | iPod третьего поколения | 30 ГБ | Белый                                                                                             | FireWire (USB только для передачи данных — без зарядки) | 28 апреля 2003 г.   | Mac: 10.1.5 Win: 2000        | аудио: 8                                     |
| третье                             | iPod третьего поколения | Первый полный редизайн с полным сенсорным интерфейсом, подключением к доку и более тонким корпусом. Поддержка Musicmatch исчезла с поздним выпуском iTunes 4.1 для Windows. |                                                                                                   |                                                         |                     |                              |                                              |
| третье (1-е обновление)            | iPod третьего поколения | 10 ГБ | Белый                                                                                             | FireWire (USB только для передачи данных — без зарядки) | 8 сентября 2003 г.  | Mac: 10.1.5 Win: 2000        | аудио: 8                                     |
| третье (1-е обновление)            | iPod третьего поколения | 20 ГБ | Белый                                                                                             | FireWire (USB только для передачи данных — без зарядки) | 8 сентября 2003 г.  | Mac: 10.1.5 Win: 2000        | аудио: 8                                     |
| третье (1-е обновление)            | iPod третьего поколения | 30 ГБ | Белый                                                                                             | FireWire (USB только для передачи данных — без зарядки) | 8 сентября 2003 г.  | Mac: 10.1.5 Win: 2000        | аудио: 8                                     |
| третье (2-е обновление)            | iPod третьего поколения | 15 ГБ | Белый                                                                                             | FireWire (USB только для передачи данных — без зарядки) | 6 января 2004 г.    | Mac: 10.1.5 Win: 2000        | аудио: 8                                     |
| третье (2-е обновление)            | iPod третьего поколения | 20 ГБ | Белый                                                                                             | FireWire (USB только для передачи данных — без зарядки) | 6 января 2004 г.    | Mac: 10.1.5 Win: 2000        | аудио: 8                                     |
| третье (2-е обновление)            | iPod третьего поколения | 40 ГБ | Белый                                                                                             | FireWire (USB только для передачи данных — без зарядки) | 6 января 2004 г.    | Mac: 10.1.5 Win: 2000        | аудио: 8                                     |
| четвёртое                          | iPod четвёртого поколения | 20 ГБ | Белый                                                                                             | FireWire или USB                                        | 19 июля 2004 г.     | Mac: 10.1.5 Win: 2000        | аудио: 12                                    |
| четвёртое                          | iPod четвёртого поколения | 20 ГБ | Чёрный/красный (Специальное издание от U2)                                                        | FireWire или USB                                        | 26 октября 2004 г.  | Mac: 10.1.5 Win: 2000        | аудио: 12                                    |
| четвёртое                          | iPod четвёртого поколения | 40 ГБ | Белый                                                                                             | FireWire или USB                                        | 19 июля 2004 г.     | Mac: 10.1.5 Win: 2000        | аудио: 12                                    |
| четвёртое                          | iPod четвёртого поколения | Взято Click Wheel (все кнопки на колесе прокрутки) от iPod Mini; уменьшилось количество аксессуаров вместе с пониженной ценой.                                              |                                                                                                   |                                                         |                     |                              |                                              |
| четвёртое (photo)                  | iPod четвёртого поколения | 40 ГБ | Белый                                                                                             | FireWire или USB                                        | 26 октября 2004 г.  | Mac: 10.2.8 Win: 2000        | аудио: 15 слайд-шоу: 5                       |
| четвёртое (photo)                  | iPod четвёртого поколения | 60 ГБ | Белый                                                                                             | FireWire или USB                                        | 26 октября 2004 г.  | Mac: 10.2.8 Win: 2000        | аудио: 15 слайд-шоу: 5                       |
| четвёртое (photo)                  | iPod четвёртого поколения | Спин-офф от iPod четвёртого поколения с цветным экраном и возможностью смотреть фотографии.                                                                                 |                                                                                                   |                                                         |                     |                              |                                              |
| четвёртое (photo) (1-е обновление) | iPod четвёртого поколения | 30 ГБ | Белый                                                                                             | FireWire или USB                                        | 23 февраля 2005 г.  | Mac: 10.2.8 Win: 2000        | аудио: 15 слайд-шоу: 5                       |
| четвёртое (photo) (1-е обновление) | iPod четвёртого поколения | 60 ГБ | Белый                                                                                             | FireWire или USB                                        | 23 февраля 2005 г.  | Mac: 10.2.8 Win: 2000        | аудио: 15 слайд-шоу: 5                       |
| четвёртое (photo) (1-е обновление) | iPod четвёртого поколения | Снижена цена и уменьшено количество аксессуаров. Изображения просматриваются прямо через опциональный iPod Camera Connector.                                                |                                                                                                   |                                                         |                     |                              |                                              |
| четвёртое (с цветным дисплеем)     | iPod четвёртого поколения | 20 ГБ | Белый Черно/красный (Специальное издание от U2)                                                   | FireWire или USB                                        | 28 июня 2005 г.     | Mac: 10.2.8 Win: 2000        | аудио: 15 слайдшоу: 5                        |
| четвёртое (с цветным дисплеем)     | iPod четвёртого поколения | 20 ГБ | Белый (Специальное издание: Гарри Поттер)                                                         | FireWire или USB                                        | 7 сентября 2005 г.  | Mac: 10.2.8 Win: 2000        | аудио: 15 слайдшоу: 5                        |
| четвёртое (с цветным дисплеем)     | iPod четвёртого поколения | 60 ГБ | Белый                                                                                             | FireWire или USB                                        | 28 июня 2005 г.     | Mac: 10.2.8 Win: 2000        | аудио: 15 слайдшоу: 5                        |
| четвёртое (с цветным дисплеем)     | iPod четвёртого поколения | «iPod с цветным дисплеем»; iPod Photo модель стала опять iPod. |                                                                                                   |                                                         |                     |                              |                                              |
| пятое                              | iPod пятого поколения | 30 ГБ | Белый Чёрный Белый (Специальное издание: Гарри Поттер) Чёрный (Специальное издание: Гарри Поттер) | USB (FireWire только для зарядки)                       | 12 октября 2005 г.  | Mac: 10.3.9 Win: 2000        | аудио: 14 слайд-шоу: 3 видео: 2              |
| пятое                              | iPod пятого поколения | 30 ГБ | Черно/красный (Специальное издание от U2)                                                         | USB (FireWire только для зарядки)                       | 6 июня 2006 г.      | Mac: 10.3.9 Win: 2000        | аудио: 14 слайд-шоу: 3 видео: 2              |
| пятое                              | iPod пятого поколения | 60 ГБ | Белый Чёрный                                                                                      | USB (FireWire только для зарядки)                       | 12 октября 2006 г.  | Mac: 10.3.9 Win: 2000        | аудио: 20 слайд-шоу: 4 видео: 3              |
| пятое                              | iPod пятого поколения | Второй полный редизайн с тонким корпусом и большим экраном с возможностью проигрывания видео. В белом и чёрном цветах.                                                      |                                                                                                   |                                                         |                     |                              |                                              |
| пятое (1-е обновление)             | iPod пятого поколения | 30 ГБ | Белый Чёрный Черно/красный (Специальное издание от U2)                                            | USB (FireWire только для зарядки)                       | 12 сентября 2006 г. | Mac: 10.3.9 Win: 2000        | аудио: 14 слайд-шоу: 4 видео: 3,5            |
| пятое (1-е обновление)             | iPod пятого поколения | 80 ГБ | Белый Чёрный                                                                                      | USB (FireWire только для зарядки)                       | 12 сентября 2006 г. | Mac: 10.3.9 Win: 2000        | аудио: 20 слайд-шоу: 6 видео: 6,5            |
| пятое (1-е обновление)             | iPod пятого поколения | Увеличенная длительность заряда батареи для воспроиздедения видео и слайд-шоу.                                                                                              |                                                                                                   |                                                         |                     |                              |                                              |
| шестое (classic)                   | iPod шестого поколения | 80 ГБ | Серебристый Чёрный                                                                                | USB (FireWire только для зарядки)                       | 5 сентября 2007 г.  | Mac: 10.4.8 Win: XP SP2      | аудио: 30 видео: 5                           |
| шестое (classic)                   | iPod шестого поколения | 160 ГБ | Серебристый Чёрный                                                                                | USB (FireWire только для зарядки)                       | 5 сентября 2007 г.  | Mac: 10.4.8 Win: XP SP2      | аудио: 40 видео: 7                           |
| шестое (classic)                   | iPod шестого поколения | Первый iPod с ретронимом classic. Новый интерфейс и передняя часть из анодированного алюминия. Серебристый заменил белый.                                                   |                                                                                                   |                                                         |                     |                              |                                              |
| шестое (classic) (1-е обновление)  | iPod шестого поколения | 120 ГБ | Серебристый Чёрный                                                                                | USB (FireWire только для зарядки)                       | 9 сентября 2008 г.  | Mac: 10.4.11 Win: XP SP3     | аудио: 36 видео: 6                           |
| шестое (classic) (1-е обновление)  | iPod шестого поколения | Поддержка Genius. 160-гигабайтная модель не продаётся, а 80-гигабайтная модель заменена на 120-гигабайтную.                                                                 |                                                                                                   |                                                         |                     |                              |                                              |
| шестое (classic) (2-е обновление)  | iPod шестого поколения | 160 ГБ | Серебристый Чёрный                                                                                | USB (FireWire только для зарядки)                       | 9 сентября 2009 г.  | Mac: 10.4.11 Win: XP SP3     | аудио: 36 видео: 6                           |
| шестое (classic) (2-е обновление)  | iPod шестого поколения | Вместимость увеличена до 160 ГБ, использован однопластинный жёсткий диск.                                                                                                   |                                                                                                   |                                                         |                     |                              |                                              |

## Первое поколение

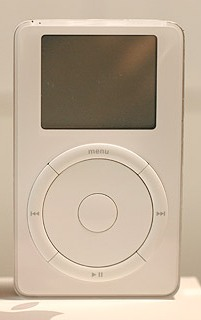
iPod первого поколения (2001)

Apple представила iPod первого поколения 23 октября 2001 г. со слоганом «1,000 songs in your pocket» (Тысяча песен в Вашем кармане). У первого iPod был чёрно-белый жидкокристаллический экран и 5-гигабайтный жёсткий диск вместительностью в 1000 песен в формате MP3. Среди инноваций iPod был малый размер, достигнутый использованием 1,8″-жёсткого диска (в то время как его соперники использовали 2,5″-жёсткие диски), и лёгкая в использовании навигация с помощью механического колеса прокрутки (в отличие от поздних iPod, у которых было сенсорное колесо прокрутки), центральная кнопка «Выбрать» и четыре кнопки для управления воспроизведением вокруг колеса. Заявленное время действия батареи iPod — 10 часов, совместимость - только с компьютерами Mac. iPod поставлялся в большой картонной коробке с FireWire-кабелем, необычными для того времени белыми наушниками и зарядным устройством FireWire, позволявшим заряжать iPod от сети электрического тока, а не только от компьютера Mac. В инструкции было отдельное примечание, предупреждающее о последствиях подсоединения компьютера Mac к сети с помощью FireWire-кабеля и зарядного устройства от iPod.
20 марта 2002 г. Apple представили 10-гигабайтную модель iPod первого поколения. Была добавлена совместимость с vCard и пользователи Mac получили возможность синхронизировать и пользоваться на iPod своей адресной книгой.

## Второе поколение
iPod второго поколения был представлен 17 июля 2002 г. Используя тот же форм-фактор как и первое поколение, он получил переделанный переключатель в режим Home, крышку к порту FireWire и сенсорное, в отличие от механического, колесо прокрутки. Второе поколение поставлялось в 10- и 20-гигабайтных вариантах. Старый 5-гигабайтный iPod остался в продаже, получил Windows-совместимую версию, а его цена снизилась на 100 US $.
Apple выпустили Windows-совместимые варианты iPod второго поколения. Эти варианты поставлялись с 4-pin to 6-pin FireWire адаптером и Musicmatch Jukebox, в отличие от iTunes на компьютерах Mac.
В декабре 2002 г. Apple представили первые iPod ограниченного издания, с подписями Мадонны, Тони Хока или логотипами Бека или группы No Doubt, выгравированными на стальной крышке сзади за дополнительные 50 US $.

## Третье поколение

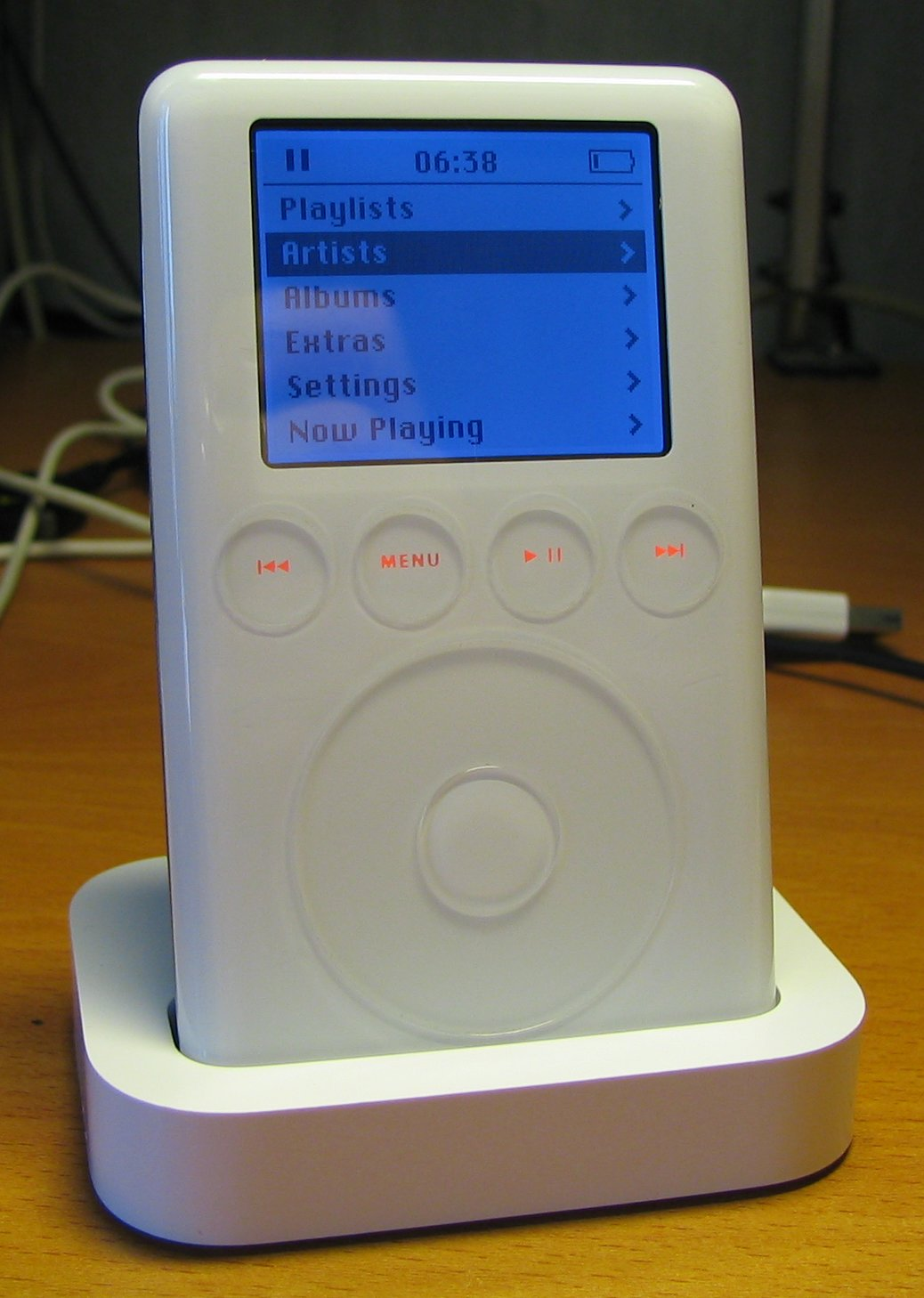
iPod третьего поколения (2003)

18 апреля 2003 г. Apple анонсировала полностью переделанный iPod третьего поколения. Сделав его тоньше предыдущих моделей, Apple заменили порт FireWire новым портом для синхронизации (который использовался до 2011 года) и представили сенсорное колесо, полностью немеханический интерфейс с четырьмя вспомогательными кнопками, расположенными в ряд между экраном и сенсорным колесом. У передней панели появились скруглённые края, задняя часть также слегка скруглена. Был представлен новый проводной пульт управления музыкой. В то время как первое и второе поколение имели вспомогательное кольцо вокруг порта для наушников для удалённого управления, у третьего поколения появился 4-pin порт, прилегающий к порту для наушников. Все iPod теперь стали поддерживать и Mac, и Windows без установки дополнительного софта, требуя только переформатировать iPod пользователям Windows, перед тем как пользоваться им на ПК. И iTunes, и Musicmatch поставлялись со всеми iPod. Поскольку iPod был сделан тоньше и внутренние компоненты были уменьшены и размещены по-новому, время действия новой, уменьшенной батареи сократилось с 10 до 8 часов, несмотря на использованию литий-ионного аккумулятора, в отличие от литий-полимерного аккумулятора.
15-гигабайтная модель была заменена 20-гигабайтной, а 30-гигабайтная — 40-гигабайтной 8 сентября 2003 г. В январе 2004 10-гигабайтная версия была убрана из продажи, на её место поступила обновлённая 15-гигабайтная модель, из комплекта которой исчезли защитный чехол и док-станция. Ориентированный на Windows Musicmatch был заменён на iTunes 4.1 — первой версией, доступной под Windows.

## Четвёртое поколение

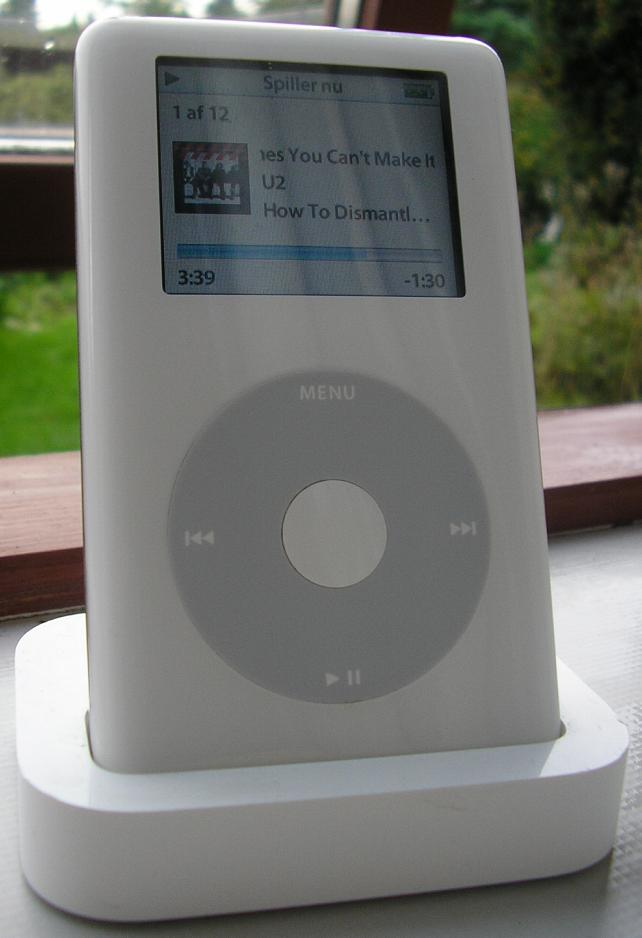
iPod Photo четвёртого поколения (2004)

Анонсированный 19 июля 2004 г., iPod четвёртого поколения заменил сенсорное колесо iPod третьего поколения новым, сенсорным колесом с кнопками на нём, Click Wheel, ранее появившимся в iPod Mini. Сам iPod также стал слегка тоньше. Цена была снижена и подборка упрощена. Apple стали уменьшать количество аксессуаров внутри начиная с 4-го поколения. В то время как док, чехол и удалённое управления раньше поставлялись с лучшими iPod, самый большой по вместимости 40-гигабайтный iPod поставлялся только с доком, наушниками Sennheiser-iPod и кабелем для зарядки и подключения как к USB, так и к FireWire. В дополнение к использованию Click Wheel из iPod mini, classic четвёртого поколения использовал более экономящие энергию компоненты от Mini, достигая 12 часов жизни батареи, используя тот же аккумулятор, что и предшественник.
Специальное U2-издание было анонсировано 26 октября 2004 г. в поддержку альбома U2 — How to Dismantle an Atomic Bomb. Передняя пластиковая панель этого iPod была чёрной, а сенсорное колесо было красным, соответствующим расцветке альбома. С 30 гигабайтами и подписями всех четырёх участников U2 этот iPod включал в себя купон на коллекцию прошлых альбомов U2. У U2 iPod были специальные возможности, к примеру, бесплатное скачивание песен.
Специальное издание «Гарри Поттер» было анонсировано 7 сентября 2005 г. Оно было выпущено вместе с набором аудиокниг серии «Гарри Поттер» в iTunes. Этот iPod обладал 20-Гб жёстким диском и гербом Хогвартса, выгравированным на стальной крышке, и был доступен для покупки только как дополнение к полному набору аудиокниг, купленному единовременно с этим iPod. Полный набор аудиокниг стоил 249 $, кроме того, сам iPod стоил 299 $, что сделало его непривлекательным для покупки и редким коллекционным экземпляром в наши дни.

### iPod Photo
Во время презентации, на которой был анонсирован U2 iPod, Apple также показали iPod Photo.
Представленный как улучшенная версия четвёртого поколения iPod, iPod Photo имел ЖК-экран на 220×176 пикселей, который может показывать 65 536 цветов. iPod photo поддерживал JPEG-, BMP-, GIF-, TIFF  и PNG-форматы, и мог быть подсоединён к телевизору или другому дисплею для слайдшоу, для чего в комплекте поставлялся специальный кабель 3,5-мм minjack - RCA. Аккумулятор выдерживал 15 часов музыки и 5 часов слайдшоу с музыкой. iPod photo был выпущен в 40- и 60-гигабайтном вариантах.
23 февраля 2005 г. 40-гигабайтные модели были заменены более тонкими и дешёвыми 30-гигабайтными. Цена за 60-гигабайтную модель упала, а количество аксессуаров было уменьшено, в результате док-станция, кабель FireWire и ТВ-кабель продавались отдельными продуктами.

### iPod с цветным дисплеем
28 июня 2005 г. iPod Photo был объединён с остальными iPod. 30-гигабайтная модель была убрана, вместо неё была выпущена обновлённая 20-Гб версия с цветным экраном.

## Пятое поколение

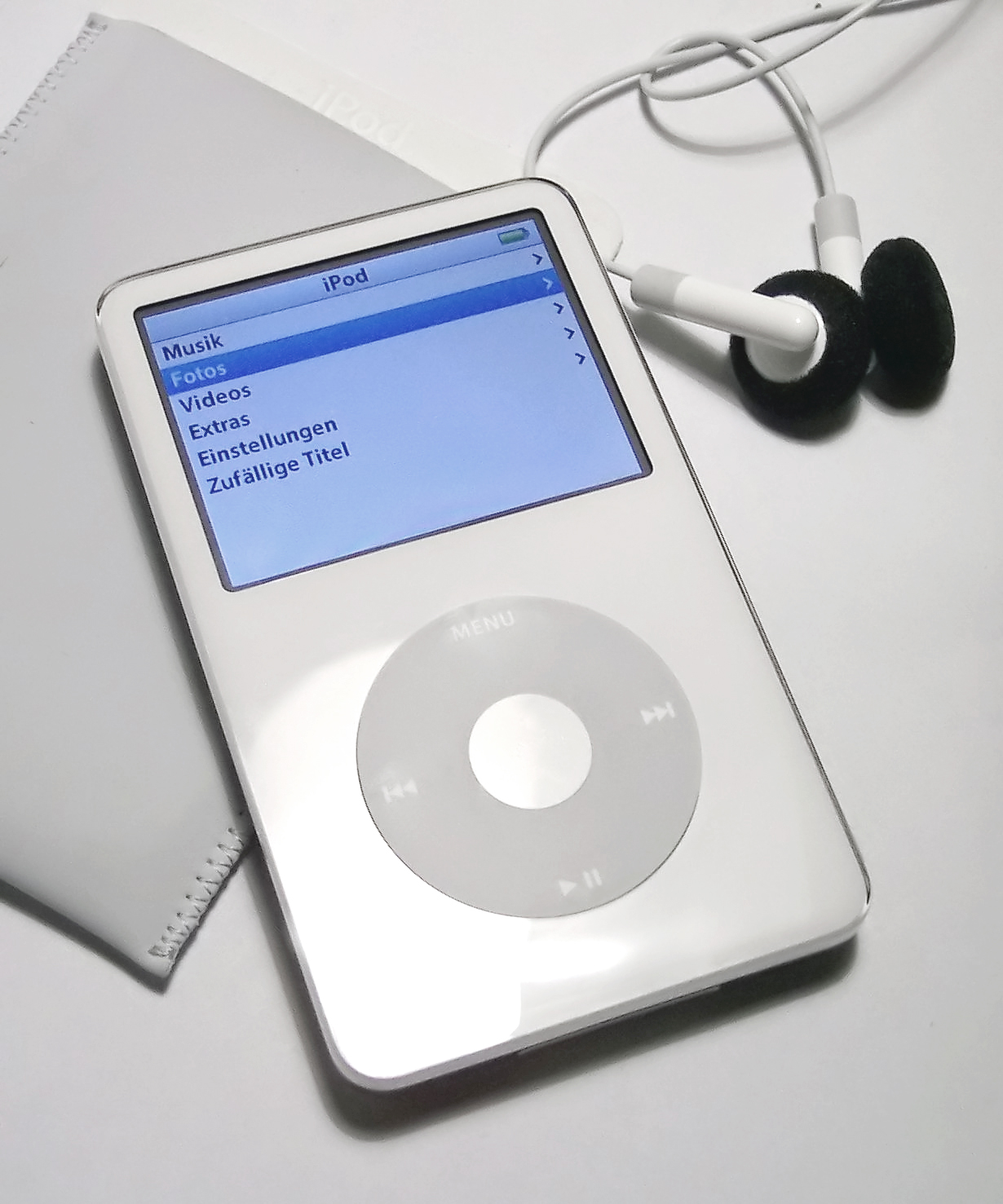
Белый iPod пятого поколения (2005)

Пятое поколение iPod было представлено 12 октября 2005 г., почти сразу после презентации iPod Nano. У пятого поколения iPod был 2.5" 320x240 QVGA-экран и Click Wheel меньших размеров. Этот iPod также известен как iPod Video.
Последнее поколение iPod с чипом Wolfson. Считается, что чип Wolfson, который ставился вплоть до 5 поколения, обеспечивает самый тёплый и сбалансированный звук. Начиная с 6 поколения в iPod classic стали ставить чипы Cirrus и звук стал другой.
iPod Video — первый iPod, доступный в других цветах стандартно (то есть не только в специальных изданиях), так как был добавлен белый цвет, кроме стандартного «Фирменного iPod-овского белого», а также второй раз полностью переделанный iPod, с новыми пропорциями, полностью плоской передней частью и более закруглёнными краями. Также был удалён 4-й pin, что вызвало несовместимость с некоторыми прошлыми аксессуарами. iPod Video также был выпущен в специальном издании от U2 с 30-гигабайтным диском. iPod Video был последней моделью iPod с пластиковой лицевой частью.
Также существует версия iPod 30 GB с гравировкой «Richard Mille» и звёздами по краям. Таких Ipod было выпущено всего 70 штук в мире.
iPod Video воспроизводит видео в MP4- (до 2,5 Мбит/сек) и H.264- (до 1,5 Мбит/сек) форматах. Видео, такое как сериалы, подкасты, клипы и фильмы, может быть приобретено из онлайн-магазинов, таких как iTunes Store, или скачано из других источников, а затем импортировано в iPod через iTunes.
Видео или слайд-шоу могут быть воспроизведены с iPod пятого поколения через телевизор, проектор или монитор, используя Apple iPod аудио- видеокабель, или через док.
iPod Video был обновлён 12 сентября 2006 г. В этом обновлении экран стал ярче, появилась функция поиска, непрерывное воспроизведение, поддержка игр, а также новые наушники. Этот iPod также увеличил время действия батареи при воспроизведении видео.
Поддержка игр, улучшение времени воспроизведения видео и непрерывное воспроизведение стали доступны всем iPod этого поколения через обновление прошивки в iTunes. CD с iTunes также перестал поставляться, в результате чего пользователям пришлось скачивать его с официального сайта Apple. В этом обновлении 60-гигабайтная модель была заменена 80-гигабайтной.
В этом iPod новая функция поиска позволяет использовать Click Wheel, чтобы написать название песни, исполнителя, альбома, аудиокниги или подкаста, который вы ищете, в результате чего ваш iPod сам ищет результаты, пока вы вводите текст. Поиск на русском языке не поддерживается.

## Шестое поколение
Во время проведения iPod-ивента 5 сентября 2007 года Стив Джобс представил шестое поколение iPod и суффикс «classic». Была немного изменена форма корпуса, пластиковая лицевая панель заменена алюминиевой, и существенно увеличено время работы от батареи: 36 часов музыки и 6 часов воспроизведения видео. Разрешение экрана осталось 320×240.

## Комплект поставки
- iPod classic
- Наушники
- Кабель USB 2.0
- Адаптер для док-станции
- Руководство по началу работы
- Наклейки Apple

## Прекращение продажи
Apple прекратила продажи устройства 9 сентября 2014 года.